# Genitore

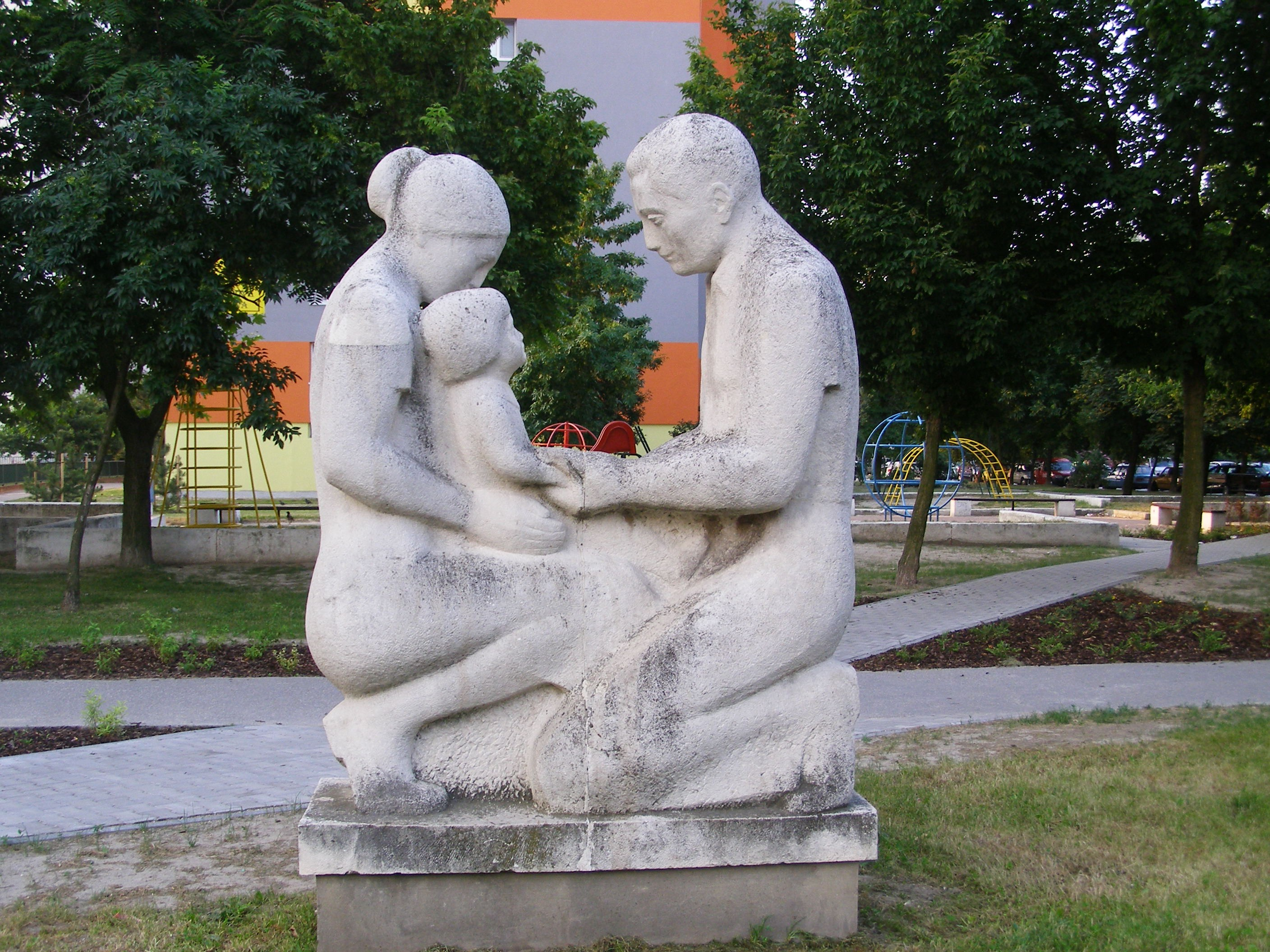
Due genitori con un figlio, raffigurati in una statua a Petržalka.

Un genitore è l'individuo che genera e/o cresce la progenie della propria specie.
Un genitore biologico è una persona che ha generato un figlio tramite i propri gameti, lo sperma nel caso di un genitore maschio, l'ovulo nel caso di una femmina. Più sfumata è la definizione in caso di maternità surrogata: in tal caso si suole distinguere tra madre biologica (colei che partorisce) e madre genetica (colei che fornisce il patrimonio genetico).
Un genitore sociale (o adottivo) è invece una persona che alleva un figlio del quale non è genitore biologico, ma, sia in termini giuridici che in termini sociali ed affettivi, viene considerato alla stessa stregua del genitore biologico.

## Aspetti legali
Il concetto di genitorialità e di relazione genitoriale assume particolare importanza con la nuova legge sull'affidamento dei figli che rende prioritaria la relazione dei figli con entrambi i loro genitori, indipendentemente dalla relazione affettiva o di convivenza dei genitori. In precedenza si faceva riferimento al termine coniugi, con evidenti discriminazioni tra figli di genitori sposati e di genitori non sposati o non conviventi. La genitorialità era subordinata alla convivenza dei genitori (art. 317-bis c.c.), concetto di fatto superato dalla nuova legge sull'affidamento dei figli.
La genitorialità, ovvero la relazione dei figli con ciascuno dei due genitori, viene tutelata nell'interesse del minore a mantenere una relazione equilibrata ed a vivere con ambedue i genitori, indipendentemente dalla relazione che i genitori hanno tra loro, dal fatto che siano conviventi o sposati o non conviventi. Questo riconoscimento primario del rapporto dei figli con i suoi due genitori è anche detto principio di bigenitorialità.
Il rafforzamento del concetto di genitore rispetto al concetto di coniuge è importante perché discende dal riconoscimento dei diritti del minore, che vengono ancora spesso prevaricati dal comportamento egocentrico diffuso nella società, comprese le società più ricche e culturalmente progredite.

## Aspetti pedagogici
Essere genitori è quindi una responsabilità educativa e di cura dei figli, compito per il quale tuttavia non esiste una preparazione specifica. Compito dei genitori, nel concreto del loro esempio, è quello di educare i figli al rispetto di sé e degli altri, nonché quello di offrire l'affettività necessaria al corretto sviluppo emotivo del bambino. Anche l'autorità deve essere esercitata per guidare il figlio con equilibrio e chiarezza, esercitando la potestà genitoriale in funzione della responsabilità genitoriale.
La scienza che studia i metodi educativi è la pedagogia, che assume crescente importanza nella società attuale, anche a causa dell'accresciuto bisogno di identificare punti di riferimento teorici e pratici in grado di garantire la migliore educazione possibile, per i figli.
Il genitore è una figura fondamentale per la crescita del minore, il quale per definizione è più debole ed ha necessità di ricevere amore e cure, essere difeso dai pericoli e considerato con rispetto. Il genitore pertanto deve ricordare che con la procreazione assume la responsabilità genitoriale per la quale deve avere raggiunto una certa stabilità e maturità interiore, autosufficienza e capacità di guidare il minore in modo positivo, con esempi, con amore e con rispetto. Il benessere, l'autostima, la capacità di apprendimento e di successo nella vita dei figli possono essere notevolmente influenzati dal comportamento del genitore.